# 베니 브라운
베니 브라운 (Benny Brown, 1953년 9월 27일 ~ 1996년 2월 1일)은 미국의 육상 선수로 1976년 몬트리올 올림픽에서 남자 1600m 릴레이에서 금메달을 획득하는 데 허먼 프레이저, 프레드 뉴하우스, 맥시 파크스와 협력하였다.
샌프란시스코에서 태어난 브라운은 이전에 현재 폐교한 서니베일 고등학교에서 선수 생활을 하는 동안에 1971년 CIF 캘리포니아 주립 대회에서 매우 단단한 완료에 440 야드에서 6위를 하였다.
다음에 캘리포니아 대학교 로스앤젤레스에서 수학한 그는 릴레이 팀에 나가는 데 합격한 미국 올림픽 선발 시합에서 4위를 하기 전에 1975년 NCAA 남자 실외 육상 선수권에서 440 야드를 우승하였다.
42세의 나이로 캘리포니아주 온타리오에서 교통사고로 사망하였다. 그는 휴즈 항공을 위하여 일하는 동안에 지속적으로 미국 협력 경기에 참가하였다.

## 참조
1. ↑  “보관된 사본”. 2012년 11월 3일에 원본 문서에서 보존된 문서. 2016년 9월 5일에 확인함.